# Badminton-Bundesliga 1976/77
Die Badminton-Bundesligasaison 1976/77 bestand aus 14 Spieltagen im Modus „Jeder gegen jeden“ mit Hin- und Rückspiel. Meister wurde der 1. BV Mülheim.

## Endstand
| Platz | Verein | Spiele | Punkte | Spielpunkte |
| ----- | --- | ------ | ------ | ----------- |
| 1.    | 1. BV Mülheim (Gerhard Kucki, Michael Schnaase, Horst Lösche, Karl-Heinz Garbers, Kurt Link, Karin Kucki, Marie-Luise Schulta-Jansen, Antonie Schwabe, Karin aus dem Siepen) | 14     | 27:01  |             |
| 2.    | TuS Wiebelskirchen (Karl Geisler, Arno Schley, Helmut Streit, Georg Simon, Juniarto Suhandinata, Vera Martini, Ingeborg Schley, Monika Peiffer)                              | 14     | 23:05  |             |
| 3.    | 1. BC Beuel (Roland Maywald, Karl-Heinz Zwiebler, Reiner Wodey, Alfred Kreutzberg, Rolf Zizmann, Marieluise Zizmann, Eva-Maria Kranz, Helga Maywald)                         | 14     | 18:10  |             |
| 4.    | VfL Wolfsburg | 14     | 17:11  |             |
| 5.    | PSV Grün-Weiß Wiesbaden | 14     | 12:16  |             |
| 6.    | FC Bayer 05 Uerdingen | 14     | 07:21  |             |
| 7.    | VfB Lübeck (N) | 14     | 06:22  |             |
| 8.    | SV Helios Berlin | 14     | 02:26  |             |